# Lycosella tenera
Lycosella tenera là một loài nhện trong họ Lycosidae.
Loài này thuộc chi Lycosella. Lycosella tenera được Tord Tamerlan Teodor Thorell miêu tả năm 1890.